# Septembre 1818

## Événements

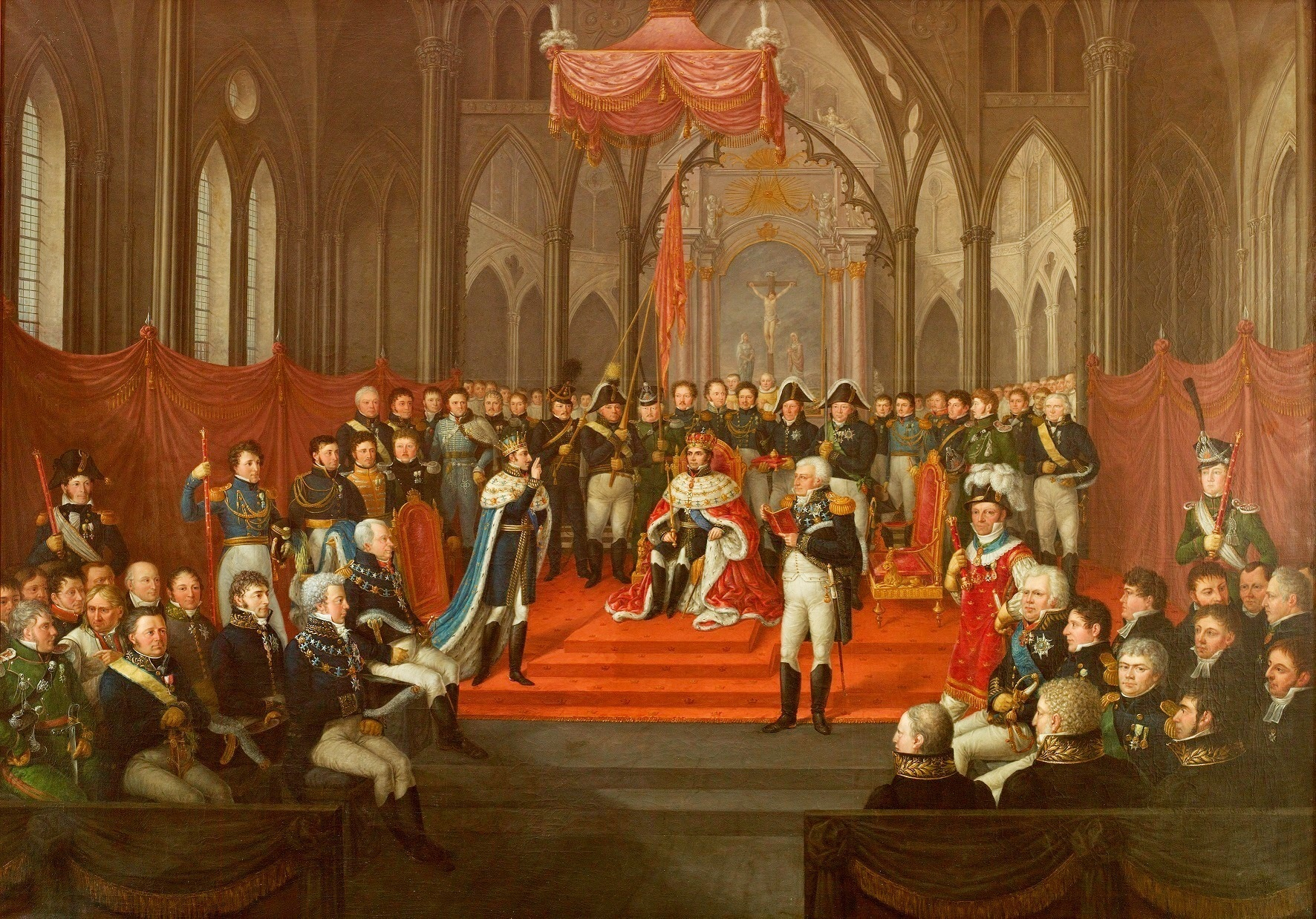
7 septembre : couronnement de Charles XIV Jean de Suède à Nidaros.

- 7 septembre : couronnement de Charles III, roi de Norvège à Nidaros.

- 11 septembre : Ibrahim Pacha s’empare de Diri’a, capitale de l’émir wahhababite du Nejd, après huit mois de siège. L’oasis est ravagée, l’émir ‘Abd Allah, arrêté, sera exécuté à Istanbul. Les Ottomans occupent le Nejd (fin en 1822). Les armées de Mohamed-Ali rentrent en Égypte après avoir abattu le premier état wahhababite (1818-1820)[1].

- 15 septembre : victoire des insurgés mexicains à la bataille d'El Tamo[2].

- 29 septembre - 21 novembre : congrès d’Aix-la-Chapelle[3]. Il met fin à l’occupation de la France et lui reconnaît un statut de grande puissance en l’intégrant dans la Sainte-Alliance.
  - Richelieu obtient le retrait des forces alliées du territoire français.

- 30 septembre : victoire des insurgés mexicains à la bataille de Cerro de Barrabás[2].

## Naissances
- 12 septembre : Theodor Kullak, pianiste, compositeur et professeur de musique polonais († 1er mars 1882)
- 27 septembre : Adolph Wilhelm Hermann Kolbe (mort en 1884), chimiste allemand.